# Volksabstimmungen in der Schweiz 1983
Dieser Artikel bietet eine Übersicht der Volksabstimmungen in der Schweiz im Jahr 1983.
In der Schweiz fanden auf Bundesebene vier Volksabstimmungen statt, im Rahmen zweier Urnengänge am 27. Februar und 4. Dezember. Dabei handelte es sich um vier obligatorische Referenden.

## Abstimmungen am 27. Februar 1983

### Ergebnisse
| Nr. | Vorlage                                                                             | Art | Stimm- berechtigte | Abgegebene Stimmen | Beteiligung | Gültige Stimmen | Ja      | Nein    | Ja-Anteil | Nein-Anteil | Stände | Ergebnis |
| --- | ----------------------------------------------------------------------------------- | --- | ------------------ | ------------------ | ----------- | --------------- | ------- | ------- | --------- | ----------- | ------ | -------- |
| 312 | Bundesbeschluss vom 8. Oktober 1982 über die Neuregelung bei den Treibstoffzöllen   | OR  | 4'034'684          | 1'307'873          | 32,41 %     | 1'289'005       | 679'134 | 609'871 | 52,69 %   | 47,31 %     | 15½:7½ | ja       |
| 313 | Bundesbeschluss vom 8. Oktober 1982 über den Energieartikel in der Bundesverfassung | OR  | 4'034'684          | 1'306'593          | 32,38 %     | 1'275'532       | 649'485 | 626'047 | 50,92 %   | 49,08 %     | 11:12  | nein     |

### Neuregelung der Treibstoffzölle
Bisher dienten Zölle auf Treibstoffe ausschliesslich der Finanzierung des Nationalstrassennetzes. Da dessen Fertigstellung absehbar war, schlug der Bundesrat vor, den Zuschlag in vollem Umfang beizubehalten und die Zweckbindung auf die Finanzierung baulicher Massnahmen zur Entlastung des übrigen Strassennetzes und zur Verkehrsentflechtung auszudehnen. Damit kam er den Vorstellungen der Strassenverkehrsverbände sehr entgegen. Um allfällige Änderungswünsche des Parlaments – beispielsweise Beiträge für den öffentlichen Verkehr oder zur Sanierung der Bundesfinanzen – von vornherein zu verhindern, reichte der Touring Club Schweiz (TCS) eine grösstenteils gleichlautende Volksinitiative ein. Unter diesen Umständen blieben entsprechende Anträge der SP chancenlos. Hingegen erweiterte das Parlament die Zweckbindung zusätzlich auf den kombinierten Verkehr und den Bau von Parkhäusern an Bahnhöfen. Der TCS zog die Initiative vorerst nicht zurück und nutzte sie als Druckmittel. Die bürgerlichen Parteien und alle Verkehrsverbände (mit Ausnahme des VCS) befürworteten die Vorlage und wiesen auf ihren Kompromisscharakter hin. Den Politikern ging dabei es nicht so sehr um den Strassenbau, sondern eher darum, die Einnahmen aus dem Strassenverkehr zu erhalten. Zu den Gegnern gehörten sämtliche Nichtregierungsparteien ausser der LPS. Ihnen zufolge würde der durch zweckgebundene Abgaben ausgelöste Finanzierungsmechanismus zu einer Fortsetzung des expansiven Strassenbaus führen. Mit knappem Volks- und klarem Ständemehr wurde die Vorlage angenommen.

### Energieartikel
Lange Zeit kannte die Bundesverfassung ausser in einzelnen Teilbereichen keine umfassenden Grundsätze zur Energiepolitik. 1981 stellte der Bundesrat den ersten Entwurf für einen Artikel vor, der eine sparsame und rationelle Energieverwendung anstrebte. Dabei sollte der Bund das Recht erhalten, Verbrauchsvorschriften zu erlassen und neue Erzeugungstechniken zu fördern. Nicht vorgesehen waren eine verbrauchslenkende Energiesteuer oder eine Einschränkung der freien Wahl der Energieträger. Trotzdem ging der Entwurf den Wirtschaftsverbänden zu weit, während linke Parteien und Umweltschutzorganisationen enttäuscht waren. Das Parlament lehnte sämtliche Verschärfungswünsche ab, genehmigte aber zwei Lockerungen: Zum einen sollte besondere Rücksicht auf die wirtschaftliche Tragbarkeit und die regionalen Verhältnisse genommen werden, zum anderen sollten auch herkömmliche Energiequellen gefördert werden. In der Abstimmungskampagne kritisierte das linke Lager die Unverbindlichkeit der Vorlage und bezeichnete sie als «atomfreundlich». Auch der Gewerbeverband gehörte zu den Gegnern, weil er darin eine unnötige Zentralisierung sah. Während die SP Stimmfreigabe beschloss, waren die bürgerlichen Bundesratsparteien der Meinung, dass mit dem neuen Artikel die Energieversorgung der Schweiz längerfristig gesichert werden könne. Zwar nahm eine hauchdünne Mehrheit der Abstimmenden die Vorlage an, doch sie scheiterte knapp am fehlenden Ständemehr.

## Abstimmungen am 4. Dezember 1983

### Ergebnisse
| Nr. | Vorlage                                                                                            | Art | Stimm- berechtigte | Abgegebene Stimmen | Beteiligung | Gültige Stimmen | Ja      | Nein    | Ja-Anteil | Nein-Anteil | Stände | Ergebnis |
| --- | -------------------------------------------------------------------------------------------------- | --- | ------------------ | ------------------ | ----------- | --------------- | ------- | ------- | --------- | ----------- | ------ | -------- |
| 314 | Bundesbeschluss vom 24. Juni 1983 über Änderungen der Bürgerrechtsregelung in der Bundesverfassung | OR  | 4'073'787          | 1'459'796          | 35,83 %     | 1'435'538       | 872'981 | 562'557 | 60,81 %   | 39,19 %     | 20½:2½ | ja       |
| 315 | Bundesbeschluss vom 24. Juni 1983 über die Erleichterung gewisser Einbürgerungen                   | OR  | 4'073'787          | 1'461'270          | 35,86 %     | 1'437'922       | 644'669 | 793'253 | 44,83 %   | 55,17 %     | 5:18   | nein     |

### Reform des Bürgerrechts
Männer und Frauen waren beim Schweizer Bürgerrecht nicht gleichberechtigt. Heiratete ein Schweizer eine Ausländerin, wurde sie sofort und automatisch eingebürgert, während ein Ausländer bei der Eheschliessung mit einer Schweizerin das Bürgerrecht erst nach Jahren im ordentlichen Einbürgerungsverfahren erhalten konnte. Diese Ungleichbehandlung wirkte sich auch auf die Kinder binationaler Ehen aus, denn das Bürgerrecht erhielten sie bei einer ausländischen Mutter automatisch, bei einem ausländischen Vater aber nur mit Schweizer Wohnsitz der Eltern zum Zeitpunkt der Geburt. Angesichts vielfach geäusserter Kritik von Parlamentariern schlug der Bundesrat 1982 eine entsprechende Reform vor. Auf Anraten des Bundes schweizerischer Frauenvereine beschloss das Parlament, aus taktischen Gründen die ebenfalls geplante erleichterte Einbürgerung jugendlicher Ausländer (siehe unten) in einer getrennten Vorlage zur Abstimmung zu bringen. So war die Verfassungsänderung, die eine vollständige Gleichberechtigung der Geschlechter beim Bürgerrecht vorsah, weitestgehend unbestritten. Nur die EDU und die Nationale Aktion sprachen sich dagegen aus und verbanden fremdenfeindliche mit frauenfeindlichen Argumenten. Alle übrigen Parteien betonten, die geltenden Bürgerrechtsregeln seien überholt, diskriminierend und nicht mehr zu rechtfertigen. So könne beispielsweise die Wohnsitzregel dazu führen, dass die Kinder derselben Familie unterschiedliche Nationalitäten hätten. Mehr als drei Fünftel der Abstimmenden nahmen die Vorlage an, lediglich in den Kantonen Obwalden, Schwyz und Wallis resultierten Nein-Mehrheiten.

### Erleichterte Einbürgerungen
Mit der zunehmenden Einwanderung ausländischer Arbeitskräfte stellte sich allmählich auch die Frage, ob und wie die Einbürgerung von jungen, in der Schweiz aufgewachsenen Ausländern («Secondos») erleichtert werden soll. Ein im Jahr 1965 vom Justiz- und Polizeidepartement unterbreiteter Vorschlag stiess noch auf wenig Zustimmung und wurde auf die lange Bank geschoben. Erst 1982 präsentierte der Bundesrat nach langwierigen Vorarbeiten einen neuen Entwurf, der Einbürgerungserleichterungen für Ausländer der zweiten Generation vorsah und die dazu erforderlichen Voraussetzungen vereinheitlichen sollte. Für die konkreten Verfahren sollten grundsätzlich weiterhin die Kantone und Gemeinden zuständig bleiben. Das Parlament nahm eine leichte Verschärfung vor, sodass die Erleichterungen ausdrücklich jenen Ausländern vorbehalten bleiben sollten, die «sich in die schweizerischen Verhältnisse eingelebt haben». Die Befürworter aus dem grössten Teil des politischen Spektrums, von den Arbeitgeber- und Arbeitnehmerverbänden sowie aus kirchlichen Kreisen betonten, die Erleichterungen seien gerecht und wichtig, da sie das Zugehörigkeitsgefühl stärken und die Integration fördern würden. Zu den Gegnern gehörten neben den Rechtsaussenparteien auch einzelne Vertreter von FDP, SVP und LPS. Sie warnten vor «Masseneinbürgerungen» und verknüpfen die spezifische Frage der erleichterten Einbürgerung mit der allgemeinen Schweizer Einwanderungspolitik. Diese Argumente fanden bei den Abstimmenden mehr Zuspruch, denn über 55 Prozent lehnten die Vorlage ab. Zustimmende Mehrheiten gab es nur in den Kantonen Basel-Landschaft, Basel-Stadt, Graubünden, Jura, Neuenburg und Zürich.